# Ténia (arquitetura)

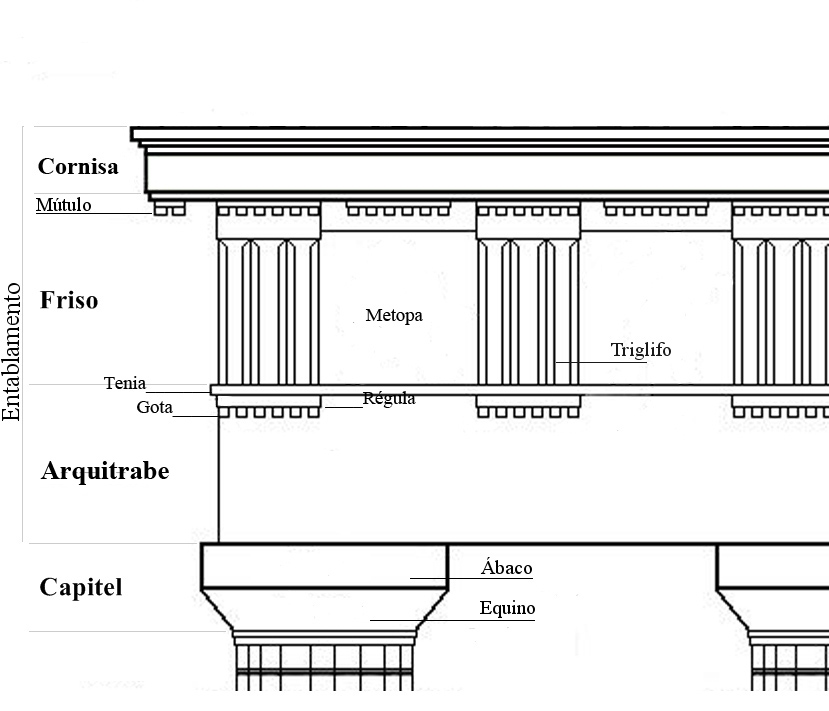
Elementos do entablamento dórico.
(espanhol)

Ténia (português europeu) ou Tênia (português brasileiro) (em latim: taenia, termo derivado do grego ταινία), na arquitetura clássica, é um elemento em forma de filete, que arremata a parte superior da arquitrave e a separa  do friso num entablamento dórico. A série de tríglifos característicos do friso termina, embaixo, na ténia. No plano da imposta, na superfície inferior da ténia, localizam-se as réguas que correspondem à largura do tríglifo acima, e do qual pendem seis gotas; a ténia está abaixo da projeção do cimácio.